# Hydrostachyaceae

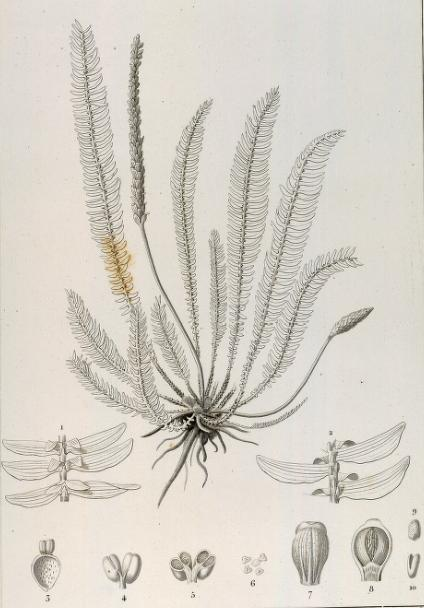
Hydrostachys distichophylla

Hydrostachyaceae – rodzina roślin wodnych z rzędu dereniowców. Takson monotypowy obejmujący jeden rodzaj – Hydrostachys Thouars (1806) z 20–22 gatunkami występującymi w środkowej i południowej Afryce oraz na Madagaskarze (14 gatunków jest endemitami tej wyspy). Są to rośliny zasiedlające wartko płynące rzeki, zwłaszcza przy progach i wodospadach, gdzie woda bogata jest w tlen i dwutlenek węgla.

## Morfologia
PokrójRośliny jednoroczne i byliny pozbawione korzenia pierwotnego i niemal bezłodygowe. Do skał przymocowane są za pomocą przylgowato rozszerzonego, zgrubiałego pędu. Całe rośliny pokryte są łuskowatymi wypustkami, w części podzielonymi.
LiścieSkrętoległe, skupione w rozecie, osiągające zwykle do 0,5 m, rzadziej do 1 m długości, silnie podzielone na łatki o szerokości do 2 mm.
KwiatyDrobne, rozdzielnopłciowe, skupione w kłosy osiągające do 15 cm długości, osadzone na szypułach do 30 cm długości. Wyrastają ponad powierzchnię wody w okresie suszy (przy spadku poziomu wody). Kwiaty pozbawione są listków okwiatu, każdy wsparty jest drobną przysadką. Kwiaty męskie składają się z siedzącego pylnika, pochodzącego z pojedynczego lub dwóch zredukowanych pręcików. Kwiaty żeńskie zawierają górną zalążnię złożoną z dwóch owocolistków z dwoma szyjkami, z jedną komorą i wieloma zalążkami. Znamię pokryte jest długimi wyrostkami co stanowi przystosowanie do wiatrosiewności.
OwoceTorebka zawierająca liczne nasiona okryte śluzem, co ułatwia im przymocowanie się do skał. Nasiona są ubogie w bielmo.

## Systematyka
Silnie zredukowane organy i przystosowanie do specyficznych warunków życia sprawiało długi czas kłopot w umieszczeniu tych roślin w systemie klasyfikacyjnym. Podobieństwo morfologiczne było powodem łączenia ich z rodziną zasennikowatych (Podostemaceae). Dopiero analizy molekularne pozwoliły na stwierdzenie pokrewieństwa rodzaju Hydrostachys z roślinami rzędu dereniowców. 
Pozycja systematyczna według APweb (aktualizowany system APG IV z 2016)
Rodzina stanowi klad bazalny w obrębie rzędu dereniowców (Cornales):
|  | Grubbiaceae  |
|  |              |
|  | Curtisiaceae |
|  |              |

|  | Loasaceae – ożwiowate         |
|  |                               |
|  | Hydrangeaceae – hortensjowate |
|  |                               |

|  | Grubbiaceae  |
|  |              |
|  | Curtisiaceae |
|  |              |

|  | Loasaceae – ożwiowate         |
|  |                               |
|  | Hydrangeaceae – hortensjowate |
|  |                               |

|  | Grubbiaceae  |
|  |              |
|  | Curtisiaceae |
|  |              |

|  | Loasaceae – ożwiowate         |
|  |                               |
|  | Hydrangeaceae – hortensjowate |
|  |                               |

|  | Grubbiaceae  |
|  |              |
|  | Curtisiaceae |
|  |              |

|  | Loasaceae – ożwiowate         |
|  |                               |
|  | Hydrangeaceae – hortensjowate |
|  |                               |

Podział rodziny (gatunki o nazwach zaakceptowanych według The Plant List)
- rodzaj: Hydrostachys Thouars (1806)
  - Hydrostachys imbricata A. Juss.
  - Hydrostachys insignis Mildbr. & Reimers
  - Hydrostachys laciniata Warm.
  - Hydrostachys longifida H. Perrier
  - Hydrostachys multifida A. Juss.
  - Hydrostachys plumosa A. Juss. ex Tul.
  - Hydrostachys polymorpha Klotzsch
  - Hydrostachys triaxialis Engl. & Gilg
  - Hydrostachys verruculosa A. Juss.